# Országos grafikai biennálé
Az Országos Grafikai Biennálé (1973-ig Miskolci országos grafikai biennálé, 2008-tól Miskolci grafikai triennálé), a sokszorosító grafikai művészet országos reprezentatív szemléje, amit 1961 óta rendeznek meg Miskolcon. A kiállítás fő kezdeményezője Feledy Gyula, Miskolcon élő képzőművész volt. Ugyancsak ő indítványozta a Miskolci Grafikai Műhely megalakítását, amelyben Csohány Kálmánnal, Kondor Bélával, Kass Jánossal, Lenkey Zoltánnal, Reich Károllyal, Kunt Ernővel, Würtz Ádámmal és másokkal dolgoztak együtt. Tevékenységük révén a magyar grafika rövidesen nemzetközi szintre emelkedett. Ennek a grafikus nemzedéknek – természetesen nem kizárólagosan csak nekik – adott lehetőséget az induló biennálé. Minthogy a városnak akkor még nem volt egy ilyen nagyszabású országos tárlat befogadására alkalmas kiállítóhelye, az I. és a III. Miskolci Országos Grafikai Biennálét a Miskolci Nemzeti Színház társalgóiban rendezték meg, a másodikat a Herman Ottó Múzeumban, és csak 1967-re, a negyedik Biennáléra készült el a Miskolci Galéria kiállítóhelye a Déryné utcában, a mai Játékszín helyén. A Biennálé nagydíját a XV. Országos Grafikai Biennáléval bezárólag (1989) Borsod-Abaúj-Zemplén megye tanácsa adományozta, azután Miskolc város önkormányzata. A kiállítássorozat elnevezését 2008-tól Miskolci Grafikai Triennáléra módosították, és ezzel párhuzamosan a régió képzőművészeti rendezvényei, az Egri Akvarell Biennálé, a Miskolci Grafikai Biennálé és a Salgótarjáni Rajzbiennálé háromévenkénti rotációban mutatkozhat be.

## I. Miskolci Országos grafikai biennálé
Az I. Grafikai Biennálét Ritly Valéria művészettörténész rendezte, a 77 kiállító által beküldött anyag főleg Miskolcról és a régióból érkezett. A kiállítást 1961. október 22-én Nógrádi Sándor, az MSZMP KB tagja nyitotta meg a Színház épületében. A Biennálé nagydíjasa Hincz Gyula lett, Borsod-Abaúj-Zemplén megye tanácsának díját Kunt Ernő kapta, míg Miskolc város tanácsának díját a rendezvény kezdeményezője, Feledy Gyula nyerte el. További díjazottak Csohány Kálmán, Kondor Béla, Makrisz Zizi, Raszler Károly és Seres János voltak. A kiállítás november 19-én zárt.

## II. Miskolci országos grafikai biennálé
A II. Biennálét ezúttal a Herman Ottó Múzeumban rendezték, rendezője ismét Ritly Valéria művészettörténész volt – Vati József grafikusművész társaságában. A megnyitót – szakítva az előző alkalommal elhangzott megnyitó beszéd erőteljes politikai hangsúlyaival, dr. Sályi István egyetemi tanár, a Nehézipari Műszaki Egyetem korábbi rektora nyitotta meg. Ekkor alakult ki az a rendszer, hogy a nagydíjas művész a következő biennálén nagyobb lélegzetű anyag bemutatására kap egy önálló kiállítási részt.
A kiállítás 1963. október 22-étől november 19-éig volt nyitva. A nagydíjat Kondor Béla nyerte, a város díját pedig Feledy Gyula, Lenkey Zoltán és Raszler Károly. Díjakat kaptak még Csohány Kálmán, Gross Arnold, Lukovszky László, Pásztor Gábor és Rozanits Tibor.

## III. Miskolci országos grafikai biennálé
A III. Grafikai Biennálé helyszíne ismét a Miskolci Nemzeti Színház volt, és Baranyi Judit művészettörténész rendezte. Borsod-Abaúj-Zemplén megye tanácsának nagydíját Feledy Gyulának ítélték. Miskolc város tanácsának díját Csohány Kálmán és Lenkey Zoltán kapta. További díjazottak: Ágotha Margit, Gross Arnold, Pásztor Gábor és Tóth Imre. A kiállítás 1965. október 31-étől november 28-áig volt nyitva.

## IV. Miskolci országos grafikai biennálé
Az 1967-es Biennálé végre méltó kiállítóhelyet kapott: a Déryné utcában alakították ki a Miskolci Galériát. A kiállítást (1967. december 3–31.) Kovács Béla rendezte és Pogány Ö. Gábor, a Magyar Nemzeti Galéria főigazgatója nyitotta meg. A nagydíjas Csohány Kálmán volt. Miskolc város díját Barczi Pál, Pásztor Gábor és Würtz Ádám nyerték. Gross Arnold, Konstantin László, Lenkey Zoltán és Rékassy Csaba kapott még díjat.

## V. Miskolci országos grafikai biennálé
Az ötödik Biennálé 1969. december 7-én nyitotta meg kapuit, és ez volt az első, amely átnyúlt a következő esztendőbe (1970. január 4.). A megye nagydíját Pásztor Gábor nyerte el, a város díját Kunt Ernő és Pető János kapta. Díjat kaptak még: Barczi Pál, Jurinda Károly, Kondor Béla, Lenkey Zoltán, Rékassy Csaba és Rozanits Tibor.

## VI. Miskolci országos grafikai biennálé
A Biennálét 1971. december 5. és 1972. január 16. között rendezték meg, és Varga Gáborné, az Országgyűlés borsodi elnöke nyitotta meg. A nagydíjas Würtz Ádám volt, a város díjazottjai pedig Bálint Endre és Tóth Imre voltak. A többi díjazott: Barczi Pál, Hertay Mária és Rozanits Tibor.

## VII. Országos grafikai biennálé
A következő Biennálé kiállításrendezője Kass János grafikusművész és Kovács Béla művészettörténész volt, és 1973. december 2-ától december 31-éig volt nyitva. A Biennálék sorozatát ettől kezdve Országos Grafikai Biennálénak nevezték, és ettől kezdve – a színvonal emelése céljából – szigorították a beadható művek számát: az addigi tíz lap helyett ezentúl csak hármat lehetett beküldeni. A nagydíjat Lenkey Zoltán, Miskolc város díjait pedig Kass János és Tóth Imre kapta. A további öt díjat Czinke Ferenc, Kovács Imre, Pásztor Gábor (ő kapta elsőként az ekkor alapított Kondor emlékérmet), Rékassy Csaba és Szemethy Imre nyerte el.

## VIII. Országos grafikai biennálé
A nyolcadik Biennálét Kovács Béla művészettörténész rendezte, és 1975. november 30-án nyitotta meg Ladányi József tanácselnök (miként a két évvel korábbit is). Különlegesség volt, hogy a Biennálé alkalmából – külföldi kitekintésként – jugoszláv grafikusok alkotásaiból is rendeztek bemutatót. A Biennálé nagydíjasa Rékassy Csaba, Miskolc díjazottjai pedig Bálint Endre és Bognár Árpád lettek. Díjat kaptak még: Barczi Pál, Kovács Imre, Lenkey Zoltán, Somogyi Győző és Szemethy Imre. A Biennálé 1976. január 4-én zárta kapuit.

## IX. Országos grafikai biennálé
1977. december 4. és december 31. között rendezték meg a kilencedik Biennálét. A tárlatot Szamosi Ferenc művészettörténész rendezte és Boros Sándor kulturális miniszterhelyettes nyitotta meg. Az előző Biennálé hagyományát követve ezúttal bolgár grafikusok alkotásait is bemutatták. Borsod-Abaúj-Zemplén Megye Tanácsának nagydíját Somogyi Győző nyerte, a város pedig Banga Ferencet és Feledy Gyulát díjazta. A további díjazottak: Ágotha Margit, Bittenbinder János, Kovács Tamás (ő két díjat is nyert) és Valkó László.

## X. Országos grafikai biennálé
A „tizediket” (1979. december 2.–december 30.) Ratkai Ida művészettörténész rendezte, és a kis jubileum okán az eddigi biennálék nagydíjasainak a bemutatójára is sort kerítettek. A kiállítást Bereczky Loránd művészettörténész nyitotta meg. A külföldi szekciót ezúttal a vologdai grafikusok képviselték (Vologda Miskolc testvérvárosa). A Borsod-Abaúj-Zemplén megye által felajánlott nagydíjat Banga Ferenc kapta, a város díjazottjai pedig Almásy Aladár és Bálványos Huba voltak. Díjat kaptak még: Püspöky István, Sáros András Miklós, Sulyok Gabriella és Tassy Béla.

## XI. Országos grafikai biennálé
A Biennálé eddigre kinőtte a Miskolci Galéria Déryné utcai kiállítóhelyét, és új helyszíneket is bevontak (ez a „hagyomány” – változó kiállítóhelyekkel – azóta is él): a József Attila Könyvtárt és a Miskolci Képtárt. Az 1981. november 29-én nyitott kiállítást Supka Magdolna rendezte és Horváth György minisztériumi munkatárs szavaival Kulcsár Imre színművész nyitotta meg. A nagydíjat Šwierkiewicz Róbertnek ítélték, Miskolc díját pedig Almásy Aladár és Szemethy Imre kapták. Ágotha Margit, Pásztor Gábor, Romvári János, Sáros András Miklós és Szabados Árpád kaptak még díjakat. Ebben az évben a Szentendrei Műhely volt a „külső” meghívott. A Biennálé 1982. január 10-én zárta kapuit.

## XII. Országos grafikai biennálé
A sorban tizenkettedik Grafikai Biennálé 1983. december 3. és 1984. január 8. között tartott nyitva. A külső kiállító ezúttal a Pécsi Grafikai Műhely volt. A kiállításrendező Dobrik István művészettörténész volt, és a tárlatot Németh Lajos művészettörténész nyitotta meg. A Biennálé nagydíjasa Szemethy Imre volt, a város díjazottjai pedig Lenkey Zoltán (posztumusz) és Pető János voltak. A további díjakat Almásy Aladár, Hegedűs 2 László, Kéri Imre, Kocsis Imre, Muzsnay Ákos, Rékassy Csaba és Szabados Árpád kapták.

## XIII. Országos grafikai biennálé
A XIII. Biennálén (1985. december 1.–december 31.) ismét külföldi művészeket láttak vendégül: tizenegy tamperei grafikus állított ki (Tampere Miskolc testvérvárosa). A kiállítást Dévényi István művészettörténész rendezte és Supka Magdolna művészettörténész nyitotta meg. A megyei nagydíjat Almásy Aladár, Miskolc város posztumusz díját az 1983-ban váratlanul elhunyt Lenkey Zoltán kapta. Ebben az évben soha addig nem tapasztalt számú díjat (szám szerint 20-at) osztottak ki. A Művelődési Minisztérium különdíjat írt ki a legjobb magasnyomású technikával készített lapra, amit Ágotha Margit kapott meg. A helsinki Európai Biztonsági és Együttműködési Értekezlet tízéves jubileumára a Minisztérium szintén új pályázatot írt ki. Ennek első díját Sáros András Miklós, második díját Lengyel András, Muzsnay Ákos és Sarkadi Péter, harmadik díját pedig Bálványos Huba és Szabó Tamás kapta. További díjazottak voltak még: Unen Eknh, Eszik Alajos, Gaál József, Gajzágó István, Kéri Imre, Mezey István, Orosz István, Parádi Tamás, Rácmolnár Sándor, Swierkiewicz Róbert és Zámborszky Gábor.

## XIV. Országos grafikai biennálé
A XIV. Biennálé 1987. november 29. és 1988. január 10. között volt nyitva. A külföldi bemutatkozókat ezúttal az olaszok képviselték. A kiállítást Supka Magdolna rendezte, Pándi András minisztériumi főosztály-vezető nyitotta meg. A nagydíjat Püspöky István, a város díját Gaál József kapta. A Minisztérium a technikai pályadíjat ezúttal a mélynyomású lapok számára írta kí, ennek díját Rékassy Csaba nyerte el. A Minisztérium kiírt egy meglehetősen tág tematikájú pályázatot is Ember-Kor-Rajz címmel, amelynek díjazottjai Pincehelyi Sándor, Sulyok Gabriella és a XERTOX-csoport  voltak. Baranyai András, Benes József, Unen Enkh, Feledy Gyula, Muzsnay Ákos, Keserü Ilona, Kovács Imre, Parádi Tamás, Prutkay Péter, Stefanovits Péter és Záborszky Gábor voltak a további díjazottak.

## XV. Országos grafikai biennálé
A Biennálé kiállításrendezője Jurecskó László művészettörténész volt, akinek ezúttal 21 kubai grafikus bemutatkozó kiállítását is meg kellett oldania. A kiállítás 1989. december 10-étől 1990. január 10-éig volt nyitva. A megnyitó beszédet Pusztai Ferenc államtitkár mondta. A megye nagydíját Pásztor Gábor kapta, a város díját pedig Szabados Árpád. A technikai díjas Molnár László József lett. A további díjazottak: Banga Ferenc, Baranyai András, Gaál József, Gajzágó Sándor, Gémes Péter, Makovecz Benjámin, Molnár László József, Muzsnay Ákos, Olajos György, Orosz István, Rácmolnár Sándor, Rékassy Csaba, Sáros András Miklós, Stefanovits István, Sugár János és Szurcsik József.

## XVI. Országos grafikai biennálé
A XIV. Biennálét 1991. december 7. és 1992. január 15. között bonyolították le. A kiállítás rendezője Kishonthy Zsolt művészettörténész, megnyitója pedig Esterházy Péter író volt. A külföldi szekcióban román grafikusok szerepeltek. A Biennálé nagydíját ettől kezdve Miskolc város önkormányzata adományozta, ebben az évben Gaál Józsefnek. Díjat nyertek még: Csontó Lajos, Faa Balázs, Feledy Gyula, Gábor Imre, Gyulai Líviusz, Kéri Imre, Koronczi Endre, Kunt Ernő, Lévay Jenő, Nagy Csaba, Olajos József, Rácmolnár Sándor, Sáros András Miklós, Szabadi Zoltán, Szabados Árpád, Szurcsik József.

## XVII. Országos grafikai biennálé
A Biennálét Dobrik István és Kishonthy Zsolt rendezte, és 1993. december 5-étől 1994. január 15-éig volt nyitva. A tizenhetedik Biennálén jugoszláv grafikusok mutatkoztak be (a Mini Galériában). Miskolc város nagydíját Szabados Árpád nyerte el. A következő művészek kaptak még díjat: Cseng Juhuan, Csízy László, Gallusz Gyöngyi (két díj), Gyulai Líviusz, Halbauer Ede, Hegedűs 2. László, Kéri Imre, Koronczi Endre, Kótai Tamás, Lantos Ferenc, Lévay Jenő, Lóránt János, Molnár László József, Pásztor Gábor, Rácmolnár Sándor, Swierkiewicz Róbert, Sáros András Miklós.

## XVIII. Országos grafikai biennálé
A XVIII. Biennálét egyéves csúszással nyitották meg (1996. június 30.), ugyanis a Miskolci Galéria új helyre, egy felújított műemlék épületbe, a Széchenyi utcai Rákóczi- vagy Dőry-házba költözött, ami ekkorra készült el, és a tárlatot itt rendezték meg (Supka Magdolna és Dobrik István). A kiállítást Beke László művészettörténész nyitotta meg. Ebben az évben szlovák grafikusok állítottak ki a Biennálén, és bemutattak egy retrospektív válogatást is a Miskolci Grafikai Műhely alkotásaiból. Ekkor újították fel Feledy Gyula állandó kiállítását, „Nyomataim…” címmel. A XVIII. Biennálé nagydíjasa Lévay Jenő lett, a megye díját pedig Bartos Mária Barbara kapta. Díjazottak még: Baranyay András, Barczi Pál, Horváth Kinga, Kalmár István, Koronczi Endre, Kótai Tamás, Madácsy István, Nagy Csaba, Pásztor Gábor, Rozanits Tibor, Sáros András Miklós, Somorjai Kiss Tibor, Stefanovits Péter.

## XIX. Országos grafikai biennálé
A Biennálé különlegessége, hogy ebben az évben jelentkeztek nagyobb számban a művészetet támogató nagy cégek díjaikkal. A másik, hogy ebben az évben kapcsolódott be a kiállítóhelyek sorába a Petró-ház (itt van Szalay Lajos, a világhírű grafikus állandó kiállítása), ahol az előző Biennálé nagydíjasának, Lévay Jenőnek a kiállítását rendezték be. A tárlatot (1998. május 30.–augusztus 12.) Dévényi István művészettörténész rendezte,  a nagydíjasa Somorjai Kiss Tibor volt, a megye díját Kovács Péter kapta. Benes József, Bodoni Dombi Zsolt, Gaál József (két díj), Gallusz Gyöngyi (két díj), Hegedűs 2 László, Károlyi Zsuzsanna, Koroknai Zsolt, Koronczi Endre, Kótai Tamás, Molnár László József, Nagy Csaba, Olajos György, Pásztor Gábor, Rozanits Tibor, Sáros András Miklós, Stefanovits Péter, Szij Kamilla voltak a további díjazottak.

## XX. Országos grafikai biennálé
A huszadik Grafikai Biennálét 2000. május 27. és augusztus 13. között rendezték meg, rendezője Dobrik István volt. Érdekes két tematikus kiállítás is színesítette a programot: az eltelt húsz év nagydíjasainak kiállítása Dévényi István művészettörténész rendezésében, valamint „A grafika funkcióváltozása” címmel grafikatörténeti kiállítás Petneki Áron művelődéstörténész rendezésében. A kiállítást Supka Magdolna nyitotta meg. A XX. Biennálé nagydíjasa Baranyay András lett. A 17 további díjon Deim Pál, Gerber Pál, Koronczi Endre, Kovács Péter, Kovács Tamás, Lengyel András, Nagy Csaba, Olajos György, Pál Csaba, Parádi Tamás, Rékassy Eszter, Rozanits Tibor, Stefanovits Péter, Swierkiewicz Róbert, Szíj Kamilla, Szurcsik József, Ujházi Péter és Zsankó László osztozott.

## XXI. Nemzeti és nemzetközi grafikai biennálé
A Biennálé nemzetközi jellegét horvát, jugoszláv, lengyel, szlovák és szlovén grafikusok részvétele biztosította. Természetesen ezúttal is voltak társrendezvények: a „Bartók + Puccini 2002” Miskolci nemzetközi operafesztivál anyaga és „A grafika funkcióváltozásai” című grafikatörténeti sorozat. A nagydíjas Kótai Tamás volt, de kiadtak egy életmű díjat is, ezt Pásztor Gábor, a Biennálék kétszeres nagydíjasa kapta. További díjazottak: Almásy Aladár, Butak András, Germán Fatime, Hegedűs 2 László, Horváth Kinga, Károlyi Zsuzsanna, Lévay Jenő, Madácsy István, Nagy Csaba, Olajos György, Pataki Tibor, Pál Csaba, Péter Ágnes, Somorjai Kiss Tibor, Stefanovits Péter, Véssey Gábor és ifj. Zagyva László.

## XXII. Országos grafikai biennálé
A Biennálé társrendezvényei között válogatást mutattak be az V. Katowicei Grafikai Triennále anyagából és a román, valamint a vajdasági grafikusok műveiből, és folytatódott „A grafika funkcióváltozásai” című sorozat is. A kiállítás főrendezője Dobrik István volt, a Biennálé ünnepélyes megnyitója 2004. május 29-én volt a Miskolci Nemzeti Színházban. A nagydíjat Nagy Gábor György kapta.

## XXIII. Országos grafikai biennálé
A Biennálé 2006. június 3. és szeptember 3. között volt nyitva. A Biennálé keretén belül több tematikus kiállítást is rendeztek: a grafikai iskolákat bemutató tervezett sorozat („A grafikusképzés műhelyei”) első szereplőjeként a Pozsonyi Képzőművészeti Főiskola mutatkozott be, kiállítottak egy, a 2004-es bietigheim-bissingeni Linóleummetszet Triennále anyagából készült válogatást, valamit egy kortárs szerb grafikai anyagot, de a „Bartók+Verismo 2006” Miskolci Nemzetközi Operafesztivál pályázati anyaga („Bartók – Csak tiszta forrásból”) is a Biennálé része volt. Folytatódott a „A grafika funkcióváltozásai” című grafikatörténeti sorozat. A Biennálé főrendezője Dobrik István volt, a kiállítást Marosi Ernő művészettörténész, az MTA alelnöke nyitotta meg. A Biennálé nagydíjasa Madácsy István volt.

## XXIV. Miskolci Grafikai Triennálé
A kiállításokat 2008. június 7.–augusztus 31. között rendezték meg. A főrendező Dobrik István, a Miskolci Galéria igazgatója, rendezője Dévényi István volt. A triennálét Kőnig Frigyes, a Magyar Képzőművészeti Egyetem rektora nyitotta meg. A háromévenkénti rendezés gondolata már évek óta érlelődött, és a megállapodás szerint a régió rendezvényei, az Egri Akvarell Biennálé, a Miskolci Grafikai Biennálé és a Salgótarjáni Rajzbiennálé háromévenkénti rotációban triennálévá alakult át. A társrendezvények keretén belül bemutatkozott a Magyar Képzőművészeti Egyetem 100 éves grafikai tanszéke, a grafikusképzés műhelyeit bemutató sorozatban pedig a nagyváradi Partiumi Keresztény Egyetem grafikai tanszéke jelentkezett. Folytatódott az az évi Operafesztivál („Bartók + szlávok 2008”) „A zene lelke – a lélek zenéje” című pályázatára beérkezett és minősített grafikák bemutatása is. A 2008. évi Triennáléra soha nem tapasztalt számú grafikus jelentkezett: csaknem kétszáz művész több mint 380 lapot állított ki. A 2008-as nagydíjas Rácmolnár Sándor lett. A többi díjat Bezerédi Zsófia, Daradics Árpád, Dobó Bianka, Ferenczy Zsolt, Gallusz Gyöngyi, Germán Fatime, Hegedűs 2 László, Kéri Imre, Koroknai Zsolt, Kótai Tamás, Opris Cristian, Orosz István, Pásztor Gábor, Somorjai Kiss Tibor, Szőcs Géza és Vincze Ottó kapta.

## GrafiTri – XXV. Miskolci Grafikai Triennálé

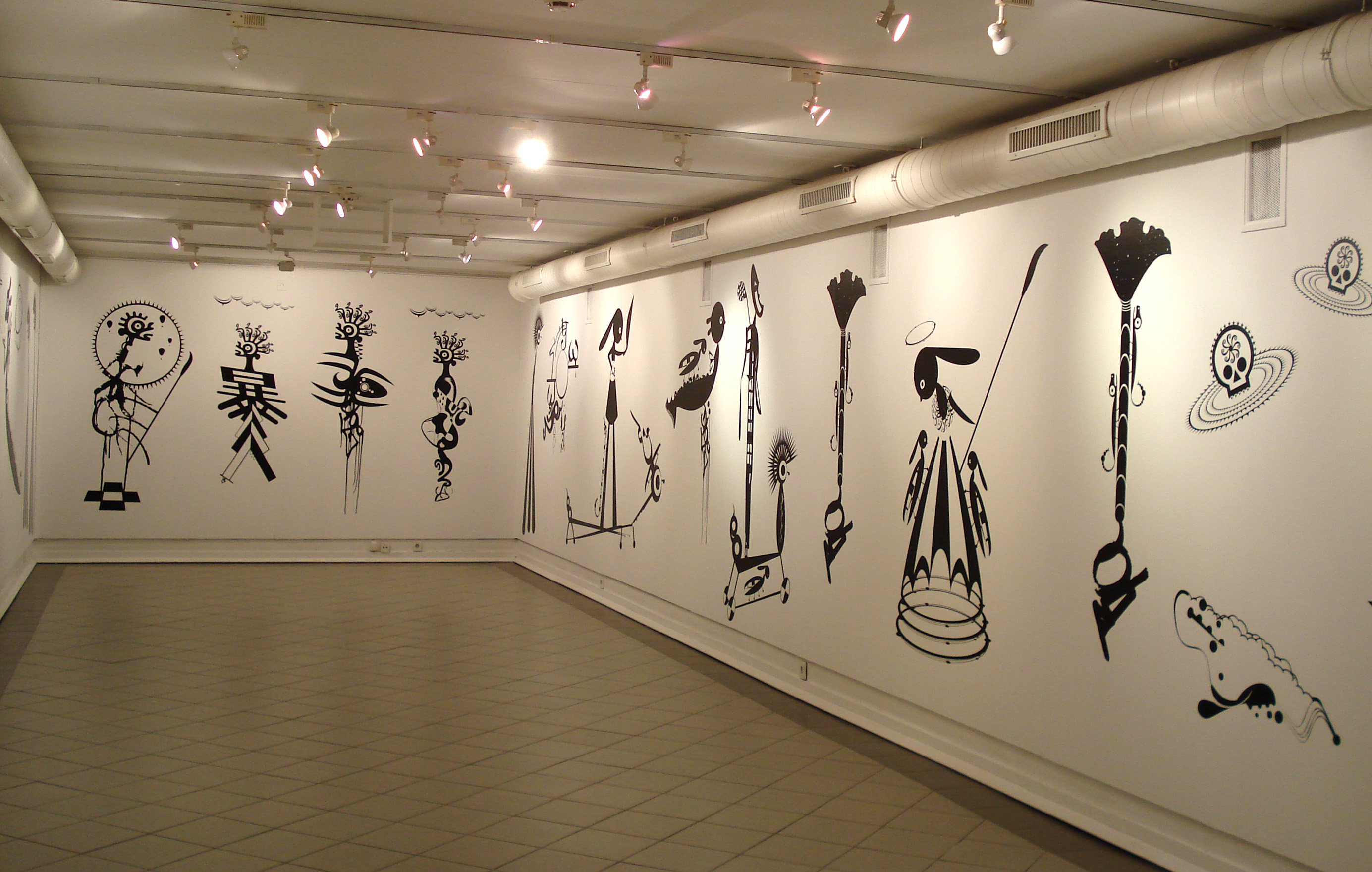
„Rácmolnár promenád”

A triennále 2011. június 11. és szeptember 23. között tartott nyitva. A kiállításokat a Miskolci Galériában rendezték meg, Bán András, Madarász Györgyi és Urbán Tibor vezetésével. A megnyitó a Művészetek Házában volt, Bátor Tamás az Operafesztivál igazgatója nyitotta meg. A kiállításra négy kategóriában lehetett jelentkezni: klasszikus grafikai technikák, elektrografika–komputer grafika, kísérleti grafika és művészkönyv. A 2011-es triennáléra 277 művész nevezett 655 munkával, ebből a szakmai zsűri (Nagy T. Katalin művészettörténész, a zsűri elnöke, Somody Péter, Somorjai Kiss Tibor és Ujvárossy László képzőművészek) 126 művész 187 munkáját fogadta el. A triennále keretében külön teremben mutatták be 2008-as triennále nagydíjasának, Rácmolnár Sándornak a kamarakiállítását („Rácmolnár promenád”). A triennále nagydíjasa Szíj Kamilla, további díjazottak: Albert Ádám, Födő Gábor, Koralevics Rita, Kótai Tamás, Solt András, Pavol Truben, Verebics Ágnes, Vincze Ottó.
Külön kiállításként értelmezhető a Mimetikus szerkezetek című kiállítás, amely a sokszorosítás/sokszorozás/multiplikálás újragondolására tett kísérletet. A Miskolci Grafikai Biennálé nagydíjasai (1961–2008) című kiállítást a Miskolci Galériához tartozó Petró-házban (Hunyadi u. 12.) rendezték, ahol minden nagydíjas egy-egy darabbal szerepelt. A hagyományos Képpé tenni - A grafika funkcióváltozásai VI. című kiállítás Petneki Áron magángyűjteményéből adott áttekintést (Feledy-ház, Deák tér 3.).